# ハン・イェリ
ハン・イェリ（1984年12月23日 - ）は、韓国の女優である。本名はキム・イェリ。忠清北道堤川市出身。韓国芸術総合学校卒業。趣味は韓国舞踊。サラムエンターテイメント所属。身長162cm、体重44kg。

## 出演作品

### 映画
- 坡州 パジュ（2012年） - ミエ役
- ハナ 〜奇跡の46日間〜（2012年） - ユ・スンボク役
- ザ・スパイ シークレット・ライズ（2013年） - ペク・ソリ役
- 同窓生（2013年） - イ・ヘイン役
- 海にかかる霧（2014年） - ホンメ役
- 群盗（2014年） - トルムチ（トチ）の妹役
- ワンナイト・カップル（2015年）- チョン・シフ役
- 殺戮にいたる山岳（2016年） - キム・ヤンスン役
- 春の夢（2016年） - イェリ役
- 人狼 - ク・ミギョン役
- ファイティン!（2018年） - スジン役
- シークレット・ジョブ（2020年） - ミン・チェリョン役
- ミナリ Minari （2020年） - モニカ・イー役

### テレビドラマ
- ロードナンバーワン（2010年、MBC） - チョ・インスク役
- 六龍が飛ぶ（2015年-2016年、SBS） - ユルラン（チョク・サグァン）役
- 想像ネコ（2015年-2016年、MBC） - ボッキル役(声の出演)
- 恋のドキドキシェアハウス（2016年、JTBC） - ユン・ジンミョン役
- 青春時代2（2017年、JTBC） - ユン・ジンミョン役
- スイッチ～君と世界を変える～（2018年、SBS） - オ・ハラ役
- 緑豆の花（2019年、SBS） - ソン・ジャイン役
- （知っていることはあまりないけれど）家族です（2020年、tvN） - ウンヒ役